# Getto relativistico
Un getto relativistico è un getto di plasma estremamente potente che emerge dal centro di alcune galassie attive, in particolare le radiogalassie e i quasar. La loro lunghezza può raggiungere alcune migliaia o talvolta centinaia di migliaia di anni luce. Si crede che la distorsione dei campi magnetici nel disco di accrescimento collimi lungo l'asse di rotazione dell'oggetto centrale, in modo che quando le condizioni lo permettono, possa emergere un getto da entrambe le parti del disco di accrescimento stesso. Se il getto è orientato lungo la linea di vista della terra, il radiante relativistico cambia la sua luminosità apparente. Il meccanismo della creazione dei getti e la composizione dei getti sono materia di forte dibattito in campo scientifico; si crede che i getti siano composti di una "mistura" elettricamente neutra di elettroni, positroni e protoni, in proporzione.
Getti simili, ma si pensa in scala minore, possono svilupparsi intorno ai dischi di accrescimento delle stelle di neutroni e nei buchi neri stellari. Questi sistemi sono spesso chiamati microquasar. Un famoso esempio è SS433, i cui getti ben osservati hanno una velocità di 0,23c, sebbene altri microquasar sembrano possedere getti a velocità maggiori (ma misurati con meno accuratezza). Talvolta i getti più deboli e meno relativistici possono essere associati a molti sistemi binari; il meccanismo di accelerazione per questi getti può essere simile al processo di riconnessione magnetica osservato nella magnetosfera terrestre e nel vento solare.
Si crede che la formazione dei getti relativistici sia il modo per spiegare la produzione di gamma ray burst; questi getti hanno fattori di Lorentz di circa 100, facendone uno degli oggetti celesti più veloci oggi conosciuti.

## Buchi neri rotanti come sorgenti di energia

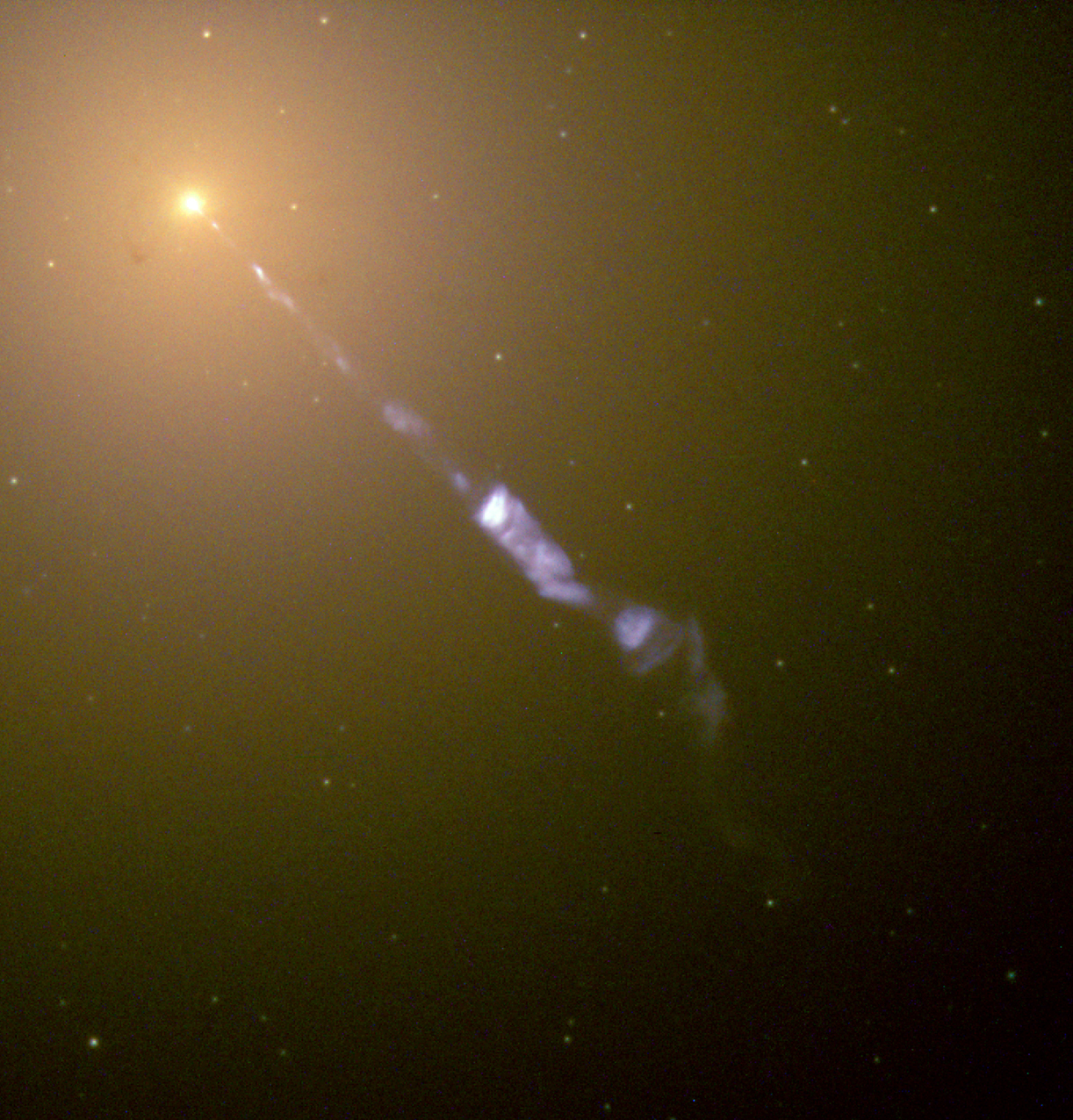
La Galassia Virgo A emette un getto relativistico.

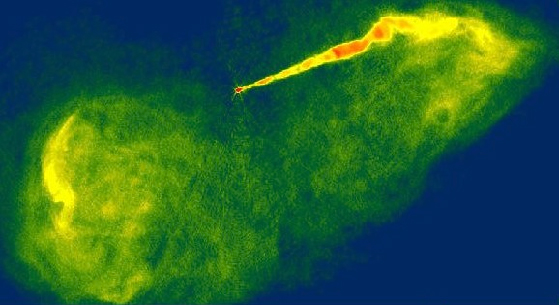
Il getto della Galassia Virgo A visto nella radiofrequenza.

A causa della grande quantità di energia necessaria per lanciare un getto relativistico, alcuni getti si pensa che siano potenziati da dei buchi neri rotanti. Ci sono due teorie contrastanti sul modo in cui l'energia viene trasferita dal buco nero al getto.
- Processo Blandford-Znajek:[7] questa è la teoria più frequentemente seguita per l'estrazione dell'energia dal buco nero; i campi magnetici attorno al disco di accrescimento sono trascinati dalla rotazione, è credibile che il materiale relativistico sia lanciato, agganciato alla tensione delle linee di campo.
- Processo Penrose:[8] questo modello fa trarre energia da un buco nero rotante mediante l'Effetto di trascinamento; si dimostrò che questa teoria avrebbe potuto teoricamente spiegare l'estrazione dell'energia delle particelle relativistiche,[9] e di conseguenza si mostrò essere un possibile meccanismo per la formazione dei getti.[10]